# 什泰弗內什蒂 (博托沙尼縣)
什泰弗內什蒂是羅馬尼亞的城鎮，位於該國東部，距離首府博托沙尼30公里，由博托沙尼縣負責管轄，面積96.58平方公里，海拔高度80米，2009年人口5,678，大多數居民信奉東正教。
47°47′N 27°12′E / 47.783°N 27.200°E